# اچ‌بی استودیوز
اچ‌بی استودیوز (انگلیسی: HB Studios) شرکت بازی ویدئویی کانادایی است، که در سال ۲۰۰۰ تأسیس شد.